# Robert Gier
Robert Gier, né le 6 janvier 1981 à Ascot en Angleterre, est un footballeur international philippin d'origine anglaise.
Il évolue actuellement au poste de défenseur avec le club de l'Ascot United.

## Biographie

### Sélection
Robert Gier est convoqué pour la première fois par le sélectionneur national Aris Caslib pour un match des éliminatoires de l'AFC Challenge Cup 2010 face au Bhoutan le 14 mai 2009. 
Il participe à l'AFC Challenge Cup en 2012 avec les Philippines. Ils terminent sur la dernière marche du podium.